# Bayern Múnich sub-17
El Bayern Múnich sub-17, es la denominación dada al equipo de futbolistas juveniles de las categorías sub-17 del Bayern Múnich Junior, el cual hace referencia a las categorías inferiores y de formación de fútbol del Bayern Múnich. Disputan sus partidos como local en los terrenos de la Säbener Straße, en Múnich, Alemania.
La categoría sub-17 es la segunda de las categorías inferiores del club, inmediatamente por debajo del equipo filial, el Bayern Múnich II.

## Instalaciones
En la ciudad deportiva también se encuentra la Säbener Straße, un Centro de Alto Rendimiento, compuesto por una sala de pesas y fitness, sala de masajes, oficina de entrenadores, bibliotecas, vestuarios, duchas, zonas de reuniones familiares, cafeterías, sala de aprendizaje interactivo usado principalmente para el aprendizaje de idiomas y ofimática. La sede también posee lugares para la relajación y esparcimiento como piscinas, el auditorio y un cine propio.
El campo de entrenamiento de Säbener Straße suele ser usado por todos los equipos del Bayern Múnich, desde el primer equipo a los benjamines. De los cinco campos existentes, dos de ellos cuentan con calefacción bajo césped. En total cuenta con 80.000 m², donde también se encuentran dos campos de césped artificial, un campo de vóley-playa y un pabellón multiusos.
Las instalaciones de entrenamiento para los profesionales y los juveniles se hallan en München-Giesing. Hay cuatro canchas de césped, una de ellas es de césped artificial y otra es multifuncional.
El local de los jugadores fue abierto en 1990 y fue reconstruido en la temporada de 2007-08 según las sugerencias del técnico, Jürgen Klinsmann, quien tomó inspiración de otros clubes. El local se denomina ahora centro de funcionamiento e incluye un centro de ejercicios para bajar de peso y mantenerse en forma, una unidad de masaje, un vestidor, las oficinas de los técnicos, y un salón de conferencias. Además hay un café, una biblioteca y una sala de aprendizaje electrónico.
En la sede principal del Bayern está también la academia de jóvenes, con viviendas para más de 13 talentos en las afueras de la ciudad. Al ser parte, los jugadores promesa de la cantera pueden mejorar y avanzar como futbolistas. Algunos de los que pasaron por la academia son Owen Hargreaves, Michael Rensing, Bastian Schweinsteiger, Philipp Lahm, Holger Badstuber y Thomas Müller.

## Plantilla
Actualizado: 9 de julio de 2023.
Entrenador:  Miroslav Klose

## Palmarés
- Bundesliga sub-17 (4): 1989, 1997, 2001, 2007
  - Subcampeón (2): 2000, 2009

- B-Junioren Bundesliga Süd/Südwest (1): 2008-09

- Copa Bávara sub-17 (14): 1976, 1978, 1983, 1985, 1986, 1988, 1989, 1993, 1994, 1997, 1998, 2000, 2010, 2014
  - Subcampeón (7): 1982, 1987, 1990, 1992, 1996, 2012, 2015